# 粉狀手指樂團
粉狀手指樂團（英語：Powderfinger），是1989年创建于澳大利亚布里斯班的摇滚乐队，由伯纳德·范宁（歌手、吉他手）、达伦·米德尔顿（吉他手）、伊恩·豪格（吉他手）、约翰·科林斯（贝斯手）和乔·科格希尔（鼓手）五名成员组成。
粉狀手指樂團最早发行了一些供不应求的迷你专辑（英語：EP）。随后他们制作了一张完整的专辑，《Parables for Wooden Ears》（1994）。这支乐队闻名于他们的第二张专辑《Double Allergic》（1996）。他们的第三张专辑《Internationalist》（1998）甚至更出名，并使乐队成员成为了明星。它售出了35万余份。《Odyssey Number Five》（2000）是这支乐队的第四张专辑，也是最有名的一张。它甚至远销重洋，卖到了美国和加拿大。粉狀手指樂團接下来的两张专辑不像之前几张一样流行，但仍然在澳大利亚唱片业协会（英語：ARIA）的唱片榜单上排到了首位。2009年，粉狀手指樂團发行了他们的第七张，也是最后一张专辑，《Golden Rule》。他们对这张专辑极为满意，觉得自己已经做完了该做的。第二年，这支乐队就解散了。

## 发展历程

### 1989年－1993年：成立及早期活动
1989年，粉狀手指樂團创建于澳大利亚布里斯班。粉狀手指樂團由已有一些乐队工作经验的伊恩·豪格（歌手、吉他手）、约翰·科林斯（贝斯手）和史提芬·毕夏普（鼓手）组成。三名成员都是布里斯班文法学校（斯普林希尔的一所私立学校）的学生。这支乐队以翻唱出道，主要翻唱一些由滚石乐队、门户乐队、齐柏林飞船、尼尔·杨等创作的经典酒吧摇滚曲目。连乐队的名字都来自尼爾·楊的同名歌曲。早在1990年，粉狀手指樂團就在布里斯班深受欢迎。但他们在纽卡斯尔演奏重金属音乐时，却遭到观众的嘲弄、喊叫，被赶下了舞台。
完成中等教育后，豪格在昆士兰大学的经济学课堂上与伯纳德·范宁相遇。他了解到，范宁也像他们一样对音乐感兴趣，而且擅长声乐。范宁代替豪格成为了领唱，还提供了吉他和口琴。1990年底，另一名大学生乔·科格希尔替代了毕夏普的鼓手位置。毕夏普后来又在其他多支乐队工作过。1992年，达伦·米德尔顿加入了粉狀手指樂團，从此这支乐队的阵容就固定了下来。粉狀手指樂團最初只翻唱其他音乐家的歌曲，但也通过原创音乐逐渐发展起来。
1992年，粉狀手指樂團推出了他们第一张七音轨的迷你专辑，《粉狀手指》，也称“蓝色EP”。五位成员共同撰写的歌曲《Save Your Skin》的早期版本就包含在这张迷你专辑中。这首歌曲得到扩充之后，又作为他们第一张专辑《Parables for Wooden Ears》中的单曲发行。下一张迷你专辑是1993年的《Transfusion》。它在澳大利亚风靡一时，其中的一首单曲在ARIA的“另类榜单”（一份另类摇滚音乐的唱片榜单）上名列第一。它发行之后，粉狀手指樂團就与宝丽多唱片签署了合同。

### 1994年－1997年：早期专辑

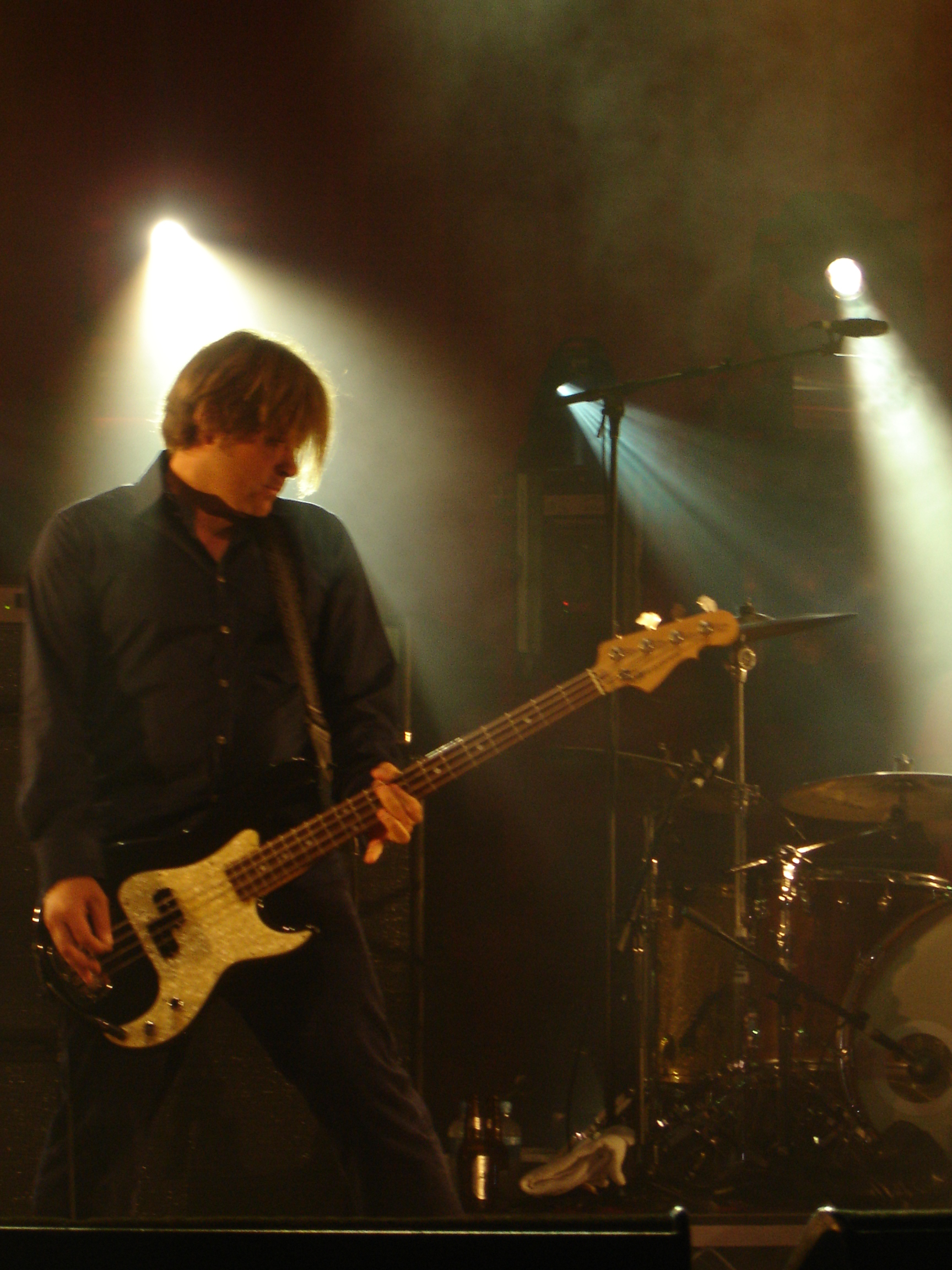
贝斯手约翰·科林斯_(澳大利亚音乐家)，粉狀手指樂團的创建者之一

粉狀手指樂團最初的几张迷你专辑销量甚佳。1994年1月，粉狀手指樂團参加了“Big Day Out”的表演活动。7月18日，这支乐队发行了他们的第一张专辑，《Parables for Wooden Ears》。但它并不是很成功。后来范宁在采访中称专辑中的音乐不是很好。1995年，粉狀手指樂團与Magoo一起发行了一张五音轨的迷你专辑，《Mr Kneebone》。
粉狀手指樂團的第二张专辑，《Double Allergic》，于1996年9月2日发行。它在澳大利亚非常受欢迎，售出了20万余份。来自Allmusic的乔纳森·刘易斯（英語：Jonathan Lewis）认为，这张专辑使粉狀手指樂團成为了1990年代后期最激动人心的澳大利亚摇滚乐团。当《Double Allergic》还在制作时，米德尔顿就称其为“粉狀手指樂團目前制作过的最棒的音乐”。1997年，这张专辑在加拿大发行，粉狀手指樂團在北美四处巡演来推广它。

### 1998年－2003年：称赞與成功

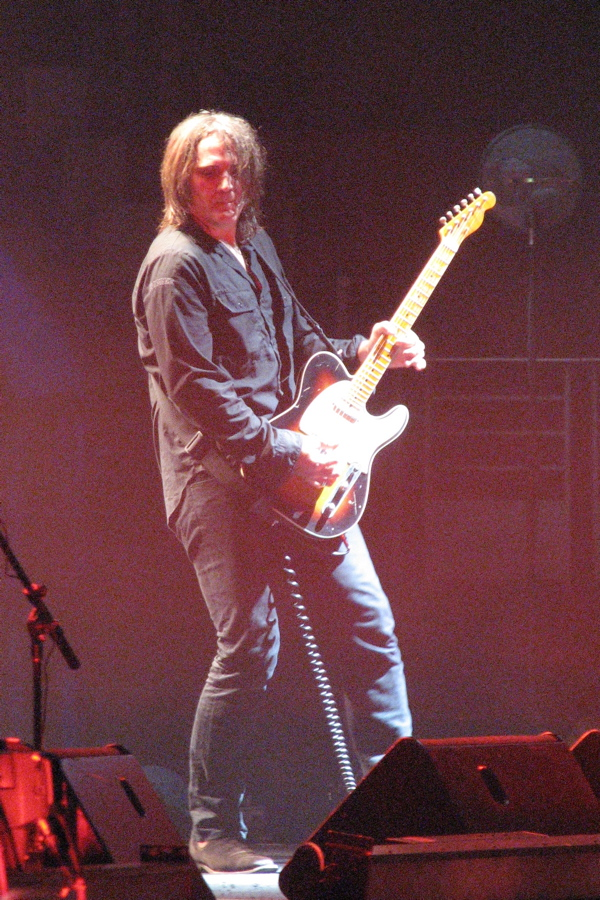
吉他手伊恩·豪格，粉狀手指樂團的另一位创建者

发行《Double Allergic》之后，粉狀手指樂團在墨尔本与一位新的制作人尼克·迪迪亚一起着手他们的第三张专辑。1998年9月7日，粉狀手指樂團发行了《Internationalist》。它在ARIA专辑排行榜中名列第一，并且在101周中都挤进了前50名。它卖出了35万余份。《Internationalist》是粉狀手指樂團第一张荣获ARIA奖项的专辑。它赢得了1999年ARIA的“年度专辑”奖、“最佳摇滚乐专辑”奖和“最佳封面艺术”奖。专辑中的第一首单曲，《The Day You Come》，获得了“年度歌曲”奖。
在这张专辑中，粉狀手指樂團加入了关于他们的政治观点和社会想法的歌曲，但他们称这并非刻意为之。乐队尝试了新的创作和演奏方式，所以《Internationalist》听上去与前两张专辑有所不同。
2000年9月4日发行的《Odyssey Number Five》是粉狀手指樂團的第四张专辑，也是最著名的一张。它得到了《滚石》杂志的“年度专辑”奖。这张专辑还一举包揽了2001年ARIA的“年度专辑”奖、“最畅销专辑”奖、“最佳摇滚专辑”奖、“最佳封面艺术”奖和“最佳组合”奖。它也在ARIA专辑排行榜中荣登第一。粉狀手指樂團最受欢迎的单曲，《My Happiness》，就来自这张专辑。这首歌赢得了2001年ARIA的“年度单曲”奖并在ARIA的单曲榜单上名列第四。这张专辑有两支电影插曲：《These Days》被用于电影《双手》，而《My Kind of Scene》是中的一首插曲。粉狀手指樂團还在北美与酷玩乐队一起巡回演出以推广这张专辑。
《Odyssey Number Five》是粉狀手指樂團最短的一张专辑。它也像《Internationalist》一样谈及了政治和社会问题。评论家们对这张专辑众议纷纭。《娱乐周刊》赞赏它，给了它一个B+，觉得它是个很好的尝试；可Allmusic只给了它1.5颗星（满分为5颗），认为粉狀手指樂團太过于小心翼翼，不够有闯劲。

### 2003年－2005年：摇滚复兴
2003年7月4日，粉狀手指樂團发布了他们的第五张专辑，《Vulture Street》。这张专辑以布里斯班的一条街道命名。它在ARIA专辑排行榜上勇夺第一，但没有在榜上待得像之前两张专辑那么久。它赢得了四项ARIA奖项，包括2003年的“年度专辑”奖。这张专辑包括比之前的专辑（特别是《Odyssey Number Five》）更响的吉他和鼓。专辑中的部分内容是在即席演奏会期间录制的，听上去像是现场演奏。来自《世纪报》的肯尼斯·阮（英語：Kenneth Nguyen）称粉狀手指樂團“演奏一组使人群愉悦的音乐”。
2004年9月，粉狀手指樂團发行了他们的第一张现场专辑，《These Days: Live in Concert》。该专辑最初以CD形式发行，随后在10月又推出了一张双碟DVD。10月下旬，粉狀手指樂團发行了一张名为《Fingerprints: The Best of Powderfinger, 1994–2000》的合輯。这张合辑中除了包括来自以前专辑的歌曲外，还增添了两首新歌。

### 2005年－2006年：休团时期
从2005年初开始，粉狀手指樂團休了一段时期的团。在休团期间，大部分成员都参与了其他的音乐项目。米德尔顿和豪格都有了孩子，而范宁遇见了他未来的妻子。2005年10月，范宁发行了一张叫做《Tea & Sympathy》的专辑。达伦·米德尔顿同他所在的另一支乐队Drag一起发布了一张叫做《The Way Out》的专辑。豪格、科林斯和早已离开粉狀手指樂團的史提芬·毕夏普组成了一个叫做The Predators的乐队。这支乐队在2006年7月制作了一张名为《Pick Up the Pace》的迷你专辑。

### 2007年－2008年：回歸

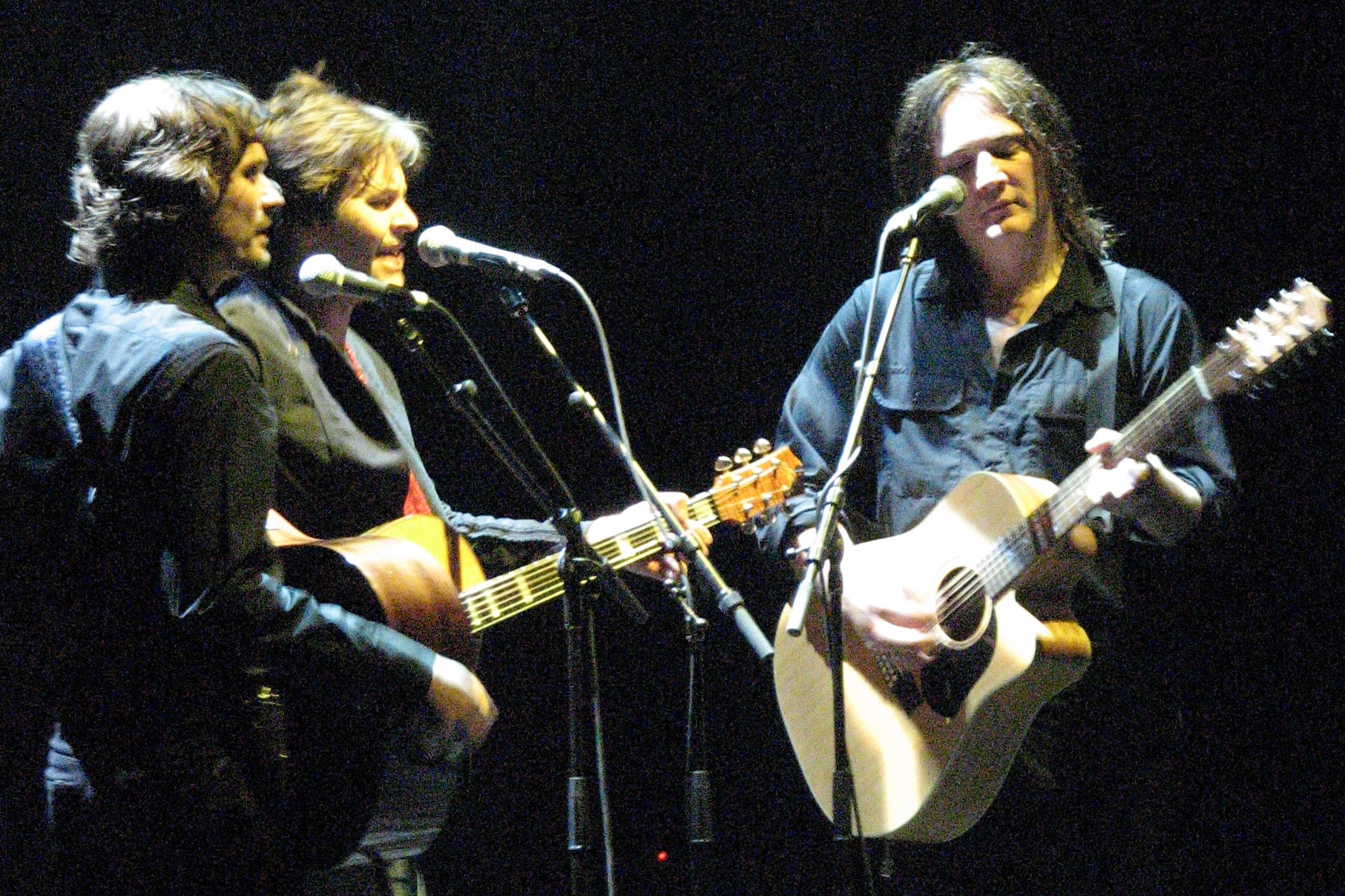
作为“跨越大鸿沟巡演”的一部分，米德尔顿、范宁和豪格演奏一首来自《Vulture Street》的歌曲《Sunsets》

2007年6月2日，粉狀手指樂團发行了他们的第六张专辑，《Dream Days at the Hotel Existence》。这张专辑卖得很好，并且又在ARIA的排行榜上占据了第一。它的名字来自范宁正在阅读的《布鲁克林的纳善先生》一书。它含有关于政治、爱及澳大利亚原住民生活的歌曲。由于专辑中《Black Tears》这首单曲的政治性歌词，这张专辑几乎被禁了。評論家们不太喜欢它，musicOMH的巴纳比·史密斯（英語：Barnaby Smith）认为这张专辑“音量降低了，但音量降低不总是件好事”。这张专辑获得了ARIA2007年度的“最佳封面艺术奖”，还被提名“年度专辑”奖、“最佳摇滚专辑”奖和“最佳组合”奖。
发行这张专辑之后，粉狀手指樂團与銀椅合唱團（另一个澳大利亚乐队）宣布举行为期9周的“跨越大鸿沟巡演”，以帮助“和解澳大利亚”（一个努力改善澳大利亚原住民的生活的慈善组织），促进与澳大利亚原住民的和解。2007年8月－10月，这两支乐队参观了澳大利亚各州的首府和14个地区中心，还在新西兰举办了4场演出。他们在澳大利亚的26个城镇举办了34场音乐会，总计约有22万人观看。

### 2009年－2011年：《Golden Rule》、解散與后续

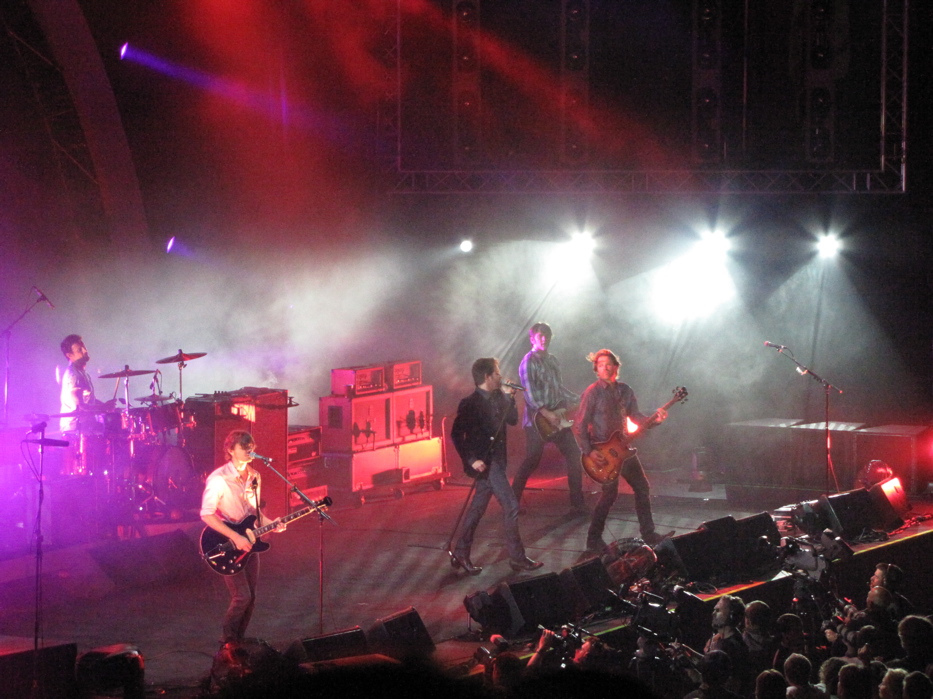
2010年11月6日，悉尼“日落告别巡演”上的粉狀手指樂團

2009年11月13日，粉狀手指樂團发行了他们的第七张专辑，《Golden Rule》。这张专辑由粉狀手指樂團与尼克·迪迪亚一起制作。它在ARIA专辑榜上独占鳌头，成为粉狀手指樂團接连第五张排到第一的专辑 。2009年12月，在10年的缺席之后，粉狀手指樂團又一次在Homebake节上演出。次年1月下旬，他们举行了一次名为“2010一日游”的巡演活动。
2010年4月，粉狀手指樂團宣布：在共同奋斗了21年之后，他们将在当年9－10月的“日落告别巡演”后解散。
“随着我们上一张专辑《Golden Rule》的完成，作为一个音乐团体，我们觉得自己已经把想表达的一切都表达出来了。我们坚信，这是我们最完整、最令人满意的专辑。我们觉得以我们都信仰的音乐和充满希望的、迄今为止最好的巡演来告别我们的歌迷是再好不过的了。”——伯纳德·范宁代表粉狀手指樂團，粉狀手指樂團官网
2010年11月13日，在10,000名粉丝面前，粉狀手指樂團举办了最后一场演出。这场演出在布里斯班河边的舞台举行，最后的一首歌名为《These Days》。在此之后，乐队就解散了。2011年1月25日，乐队发布了一份以前未发表的曲目，《I'm on Your Side》。这首歌曲与2010－2011年昆士蘭洪水的筹款活动有关，收益都用于公益事业。2011年11月8日，粉狀手指樂團发行了第二张合辑，《Footprints: The Best of Powderfinger, 2001-2011》。此外，迪诺·斯卡特纳（英語：Dino Scatena）还与乐队一同发表了一篇名为《足迹：澳大利亚最受喜爱的乐队的内部故事》（英語：Footprints: the inside story of Australia's best loved band）的传记。

## 音乐风格
粉狀手指樂團的子风格包括硬摇滚和另类摇滚。埃德·尼默福尔称赞他们是“澳大利亚最受欢迎的被广播电台认可的广播电台摇滚乐队之一”，制作了“澳大利亚的其它地区也能接受的音乐”。伊恩·麦法兰认为，与之前的迷你专辑《Transfusion》相比，1994年发行的《Parables for Wooden Ears》使他感到有些失望。他还说，1996年的《Double Allergic》更自信，更有质感，并巩固了乐队的另类摇滚前沿地位。
2007年11月，在保罗·开司米的一次采访中，米德尔顿表示他们最初为《Vulture Street》写的几首歌曲“太过基于《Odyssey Number Five》了”。开司米表示这张专辑是“他听到过的粉狀手指樂團最强硬的声音”了。祖勒回顾了粉狀手指樂團的第四张和第五张专辑，称《Vulture Street》比《Odyssey Number Five》更加大声，《Vulture Street》强调了范宁抒情歌手的才能，并表示吉他手豪格和米德尔顿“自1994年首播以来一直处于主导地位”。祖勒表示，这张专辑中有“真正的、与早期的粉狀手指樂團有一定联系的能量”。

## 慈善事业
1996年，当挤屋合唱团的成员决定单飞时，粉狀手指樂團于11月24日为悉尼儿童医院举办了一场慈善性质的告别音乐会。Custard和You Am I乐队也与粉狀手指樂團一起在悉尼歌剧院的舞台上演出。
2005年1月，这支乐队在WaveAid（一个响应2004年印度洋大地震的音樂會）表演。在这场灾难中罹难的有11个国家的22余万人。总共筹集到了230万澳元，但大部分都被用于行政流程，只有一小部分抵达了地震灾区那里。
2007年10月，粉狀手指樂團在悉尼歌剧院举行了一场音乐会，是国际乳癌意识月的一部分。只有乳癌患者及其家属被邀请去看这场表演。銀椅合唱團和蜜西·希金斯也参与了演出。之后，范宁说：“音乐人通常对于他们十分美好生活感到自愧，因而往往会关注一些社会议题。”。

## 奖项和荣誉
粉狀手指樂團在澳大利亚取得了很大的成功，获得了ARIA的18个奖项和47次提名，仅次于银椅合唱团（获得21个奖项和49次提名）。2001年，粉狀手指樂團获得了最大的一次成功，由《Odyssey Number Five》及其相关单曲荣夺了6个奖项和8次提名。

## 唱片
- 《Parables for Wooden Ears》（1994）
- 《Double Allergic》（1996）
- 《Internationalist（英语：Internationalist (album)）》（1998）
- 《Odyssey Number Five》（2000）
- 《Vulture Street（英语：Vulture Street (album)）》（2003）
- 《Dream Days at the Hotel Existence》（2007）
- 《Golden Rule（英语：Golden Rule (album)）》（2009）